# Liste aserbaidschanischer Bildhauer
Dies ist eine Liste aserbaidschanischer Bildhauer. Es besteht kein Anspruch auf Vollständigkeit.

## A
- Fuad Abdurachmanow (1915–1971)
- Zakir Ahmedow (* 1955)
- Natig Alijew (* 1958)
- Akif Askerow (* 1940)

## D
- Dschawanschir Dadaschow (* 1952)

## E
- Omar Eldarow (* 1927)

## H
- Hüsejn Hakverdijew (* 1956)
- Elmira Hüsejnowa (1933–1995)

## I
- Dschamschid Ibrahimli (* 1941)
- Zeynalabdin Isgenderow (* 1949)

## K
- Dschalal Karjadi (1914–2001)
- Ibrahim Kulijew (1915–1971)
- Senan Kurbanow (* 1938)

## M
- Katib Mammadow (* 1927)
- Selhab Mammadow (* 1943)
- Tokaj Mammadow (* 1927)
- Ziwer Mammadowa (1902–1980)
- Miralasgar Mirgasimow (1924–2004)

## N
- Fazil Nedschefow (* 1935)

## R
- Münevver Rzajewa (1924–2009)

## S
- Pinhos Sabsaj (1893–1980)
- Fuad Salajew (* 1943)